# Bertha von der Lancken
Bertha Sara Luise Auguste von der Lancken (* 9. Februar 1863 in Stavenhof bei Stavenhagen; † 1950 in Berlin-Buch) war eine deutsche Schriftstellerin. Sie veröffentlichte unter den Pseudonymen Berthold von der Lancken und Berta von Cranach mehrere Romane und Erzählungen, die meist in Zeitungen und Zeitschriften erschienen. Sie lebte ab 1884 in Eberswalde und 1940 in Berlin.

## Herkunft
Bertha von der Lancken entstammte dem mecklenburgischen Zweig der adeligen Familie von der Lancken. Ihre Eltern waren August von der Lancken (* 1814; † 1889) und Luise Wilhelmine (Minna) Henriette Zieten (* 1816; † 1892). Der Vater war Leutnant a. D. und vormals Gutsbesitzer von Gädebehn, verkaufte diesen Besitz bereits 1840, und von 1852 bis 1873 Inhaber des Gutes Stavenhof, dem Geburtsort der Schriftstellerin. Die Eltern lebten zuletzt in Eberswalde.  

## Schriften (Auswahl)
- Christa. Janke, Berlin 1886.
- Johannistrieb.[2]
- Erlöst. Prange, Stargard/Leipzig 1890
- Magelone. Georgi, Berlin 1893.
- Der Erbe von Remerow. Rostock 1893.
- Schloss Seligkeit. Eine Hofgeschichte. Einer von Beiden. Eine Erzählung. Schirmer, Berlin 1897.
- Der Günstling. Hartleben, Wien/Pest/Leipzig 1899.
- Ein neues Geschlecht. 2 Bde. Hartleben, Wien/Pest/Leipzig 1900.
- Einsame Seelen. Schirmer, Berlin 1904.
- Antje. Taendler, Berlin 1906.